# Xã Clay, Quận Auglaize, Ohio
Xã Clay (tiếng Anh: Clay Township) là một xã thuộc quận Auglaize, tiểu bang Ohio, Hoa Kỳ. Năm 2010, dân số của xã này là 817 người.